# Madeira (gebied)
De autonome regio Madeira is een van de autonome gebieden van Portugal. De regio is gelijk aan de archipel van Madeira. De autonome regio Madeira is opgenomen in de Portugese grondwet en maakt deel uit van de Europese Unie.
De eilanden Madeira en Porto Santo, die deel uitmaken van de archipel van Madeira, werden volgens sommige historici al ontdekt door de Romeinen, maar hiervoor is geen concreet bewijs. In 1418 werd Porto Santo (her)ontdekt door de Portugezen en Madeira volgde in 1419. De regio is de op-één-na rijkste regio van Portugal. Het is een zeer populaire bestemming onder toeristen vanwege het gematigde klimaat, zowel in de zomer als winter. Daarnaast is het bekend van de madeirawijn, die in de archipel wordt geproduceerd.

## Geschiedenis
De eilanden van de archipel zouden al bekend zijn voordat de Portugezen er in de vijftiende eeuw aankwamen, aangezien ernaar wordt verwezen in oudere geschriften. Daarnaast worden de eilanden weergegeven op landkaarten. In een Spaans staatkundig boek genaamd Libro del Conoscimiento, geschreven in ongeveer 1385, hebben de eilanden de namen "Leiname", "Diserta" en "Puerto Santo". Een ander opmerkelijk gegeven in die richting is dat de Portugezen op Madeira geiten aantroffen, die waarschijnlijk daar waren achtergelaten door eerdere bezoekers aan de eilanden.
In 1418 werd het eiland Porto Santo herontdekt door João Gonçalves Zarco en Tristão Vaz Teixeira. Het jaar daarop kwamen deze zeevaarders, samen met Bartolomeu Perestrelo, aan op Madeira.
Aangezien de eilanden van strategisch belang waren voor de handel op zee, en vanwege de rijkdom aan grondstoffen, werd er vanaf ongeveer 1425 begonnen met de kolonisatie onder koning Johan I. De eerste inwoners van de archipel waren enkele leden van adellijke families, daarna volgden meer mensen. Al vroeg werd er begonnen met het verbouwen van tarwe. De productie bleek niet winstgevend genoeg en daarom besloot Hendrik de Zeevaarder suikerriet te gaan verbouwen. Suikerriet was zeldzaam in Europa en het werd daarom als specerij beschouwd. De productie van suikerriet trok Joodse, Geneefse en Portugese handelaars aan en gaf een boost aan de economie van de archipel. Vanwege de toename in de productie werden er slaven gehaald vanuit de Canarische Eilanden, Marokko, Mauritanië en, later, andere delen van Afrika.
Vanaf de zeventiende eeuw maakte de productie van suiker plaats voor de productie van wijn, aangezien suiker massaal werd verbouwd in Brazilië en São Tomé en Príncipe, andere kolonies van Portugal.
De kolonisatie van Madeira stond model voor de kolonisatie van Brazilië, dat een kleine eeuw later werd ontdekt. Daarnaast speelden de Madeirezen een belangrijke rol tijdens de opstand tegen de Nederlanders in Pernambuco.
Gedurende de vijftiende eeuw kreeg Madeira een belangrijke rol in de ontdekkingsreizen van Portugal. Daarnaast was de haven van Funchal via vele handelsroutes verbonden met heel Europa. Christoffel Columbus plande op Madeira zijn beroemde reis naar Amerika.
In de zeventiende en achttiende eeuw ondervond de bevolking van de archipel een ernstige economische crisis, die ertoe leidde dat veel bewoners de archipel verlieten.

## Geografie

### Locatie

Afstanden tussen de eilanden die de archipel van Madeira vormen.

De archipel van Madeira bevindt zich op de Afrikaanse Plaat, in de Atlantische Oceaan ter hoogte van Casablanca in Marokko, op ongeveer 700 km ten westen van de Afrikaanse kust. Hij ligt 450 km ten noorden van de Canarische eilanden.
De archipel is een vulkanische formatie, die bestaat uit de volgende eilanden:
- Madeira (740,7 km²);
- Porto Santo (42,5 km²);
- Ilhas Desertas (14,2 km²) – letterlijk "verlaten eilanden", drie onbewoonde eilanden;
- Ilhas Selvagens (3,6 km²) – letterlijk "wilde eilanden", drie onbewoonde eilanden en zestien kleinere rotsformaties.

Van de acht eilanden zijn slechts de twee grootste bewoond. Tegenwoordig zijn deze het best bereikbaar via de luchthavens van Madeira en Porto Santo. De haven van Funchal ontvangt veel cruiseschepen. De overige eilanden vormen een natuurreservaat.

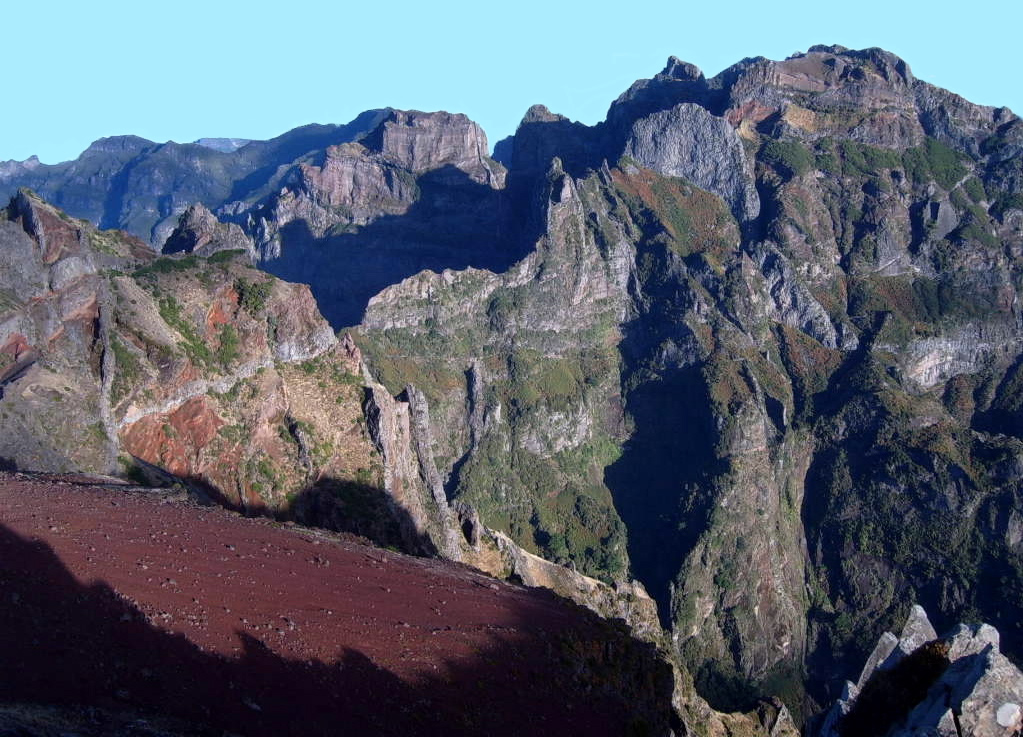
Zicht op de Pico das Torres en de Pico Ruivo vanaf de Pico do Arieiro, de hoogste bergen van Madeira.

### Gebied en klimaat
Het eiland Madeira is zeer bergachtig, met als hoogste punten de Pico Ruivo (1862 m), de Pico das Torres (1851 m) en de Pico do Arieiro (1818 m). De noordkust van het eiland wordt gedomineerd door hoge kliffen en aan de westkant bevindt zich een plateau, de Paul da Serra, met een hoogte tussen de 1300 en 1500 m.
Het reliëf, alsmede de blootstelling aan harde winden, zorgt ervoor dat er op het eiland verschillende micro-klimaten bestaan, waardoor er ook veel exotische planten groeien. Deze factoren trekken veel toerisme naar het eiland, dat bekendstaat om zijn vele wandelroutes. Aan de noordkant van het eiland valt meer regen dan aan de zuidkant, waar Funchal ligt. Door het jaar heen wisselt de temperatuur niet veel.
De geomorfologische samenstelling van het eiland Porto Santo is compleet anders dan die van Madeira. Het is erg vlak, heeft weinig begroeiing en heeft een arme bodem, ongeschikt voor landbouw. De hoogste berg, de Pico do Facho, heeft een hoogte van 517 m.

## Politiek
Madeira is sinds 1976 een autonoom gebied van de Portugese Republiek, met een eigen lokale regering. De archipel heeft elf gemeentes:
- Calheta
- Câmara de Lobos
- Funchal
- Machico
- Ponta do Sol
- Porto Moniz
- Porto Santo
- Ribeira Brava
- Santa Cruz
- Santana
- São Vicente

## Economie

### Landbouw
De industrie in het autonome gebied van Madeira is steeds afwisselender, en is vooral gericht op de lokale markt (met name pasta, zuivelproducten en suiker), maar ook handgemaakte producten, zoals borduurwerken, wandtapijten en rieten voorwerpen. De industrie bevindt zich in de gemeentes Funchal, Câmara de Lobos, Santa Cruz en Machico.
De belastingen in Madeira zijn, zowel voor gezinnen als voor bedrijven, lager dan in de rest van de EU, waardoor het een gunstig vestigingsklimaat heeft.

### Toerisme

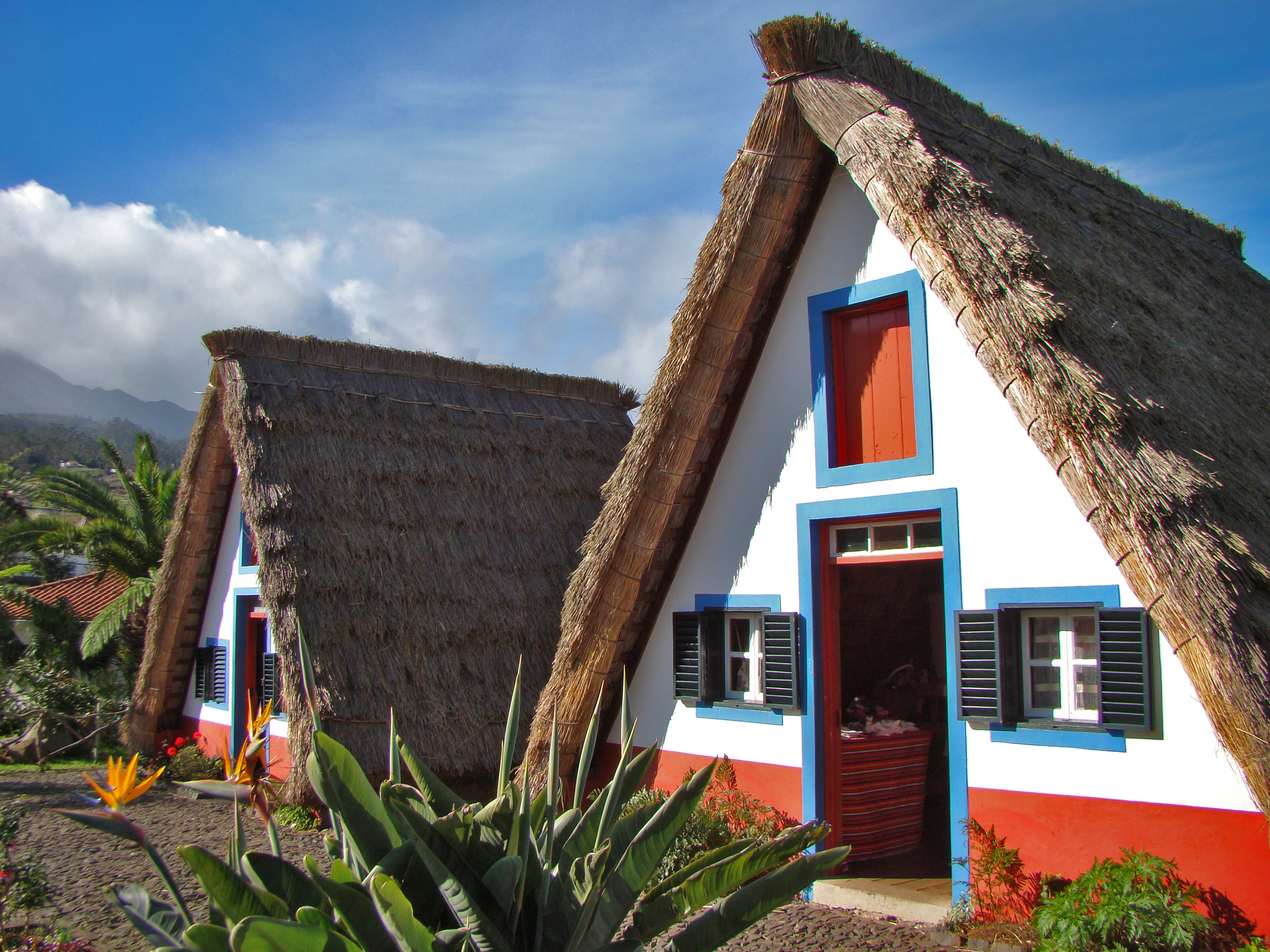
Typische huisjes in Santana, op Madeira.

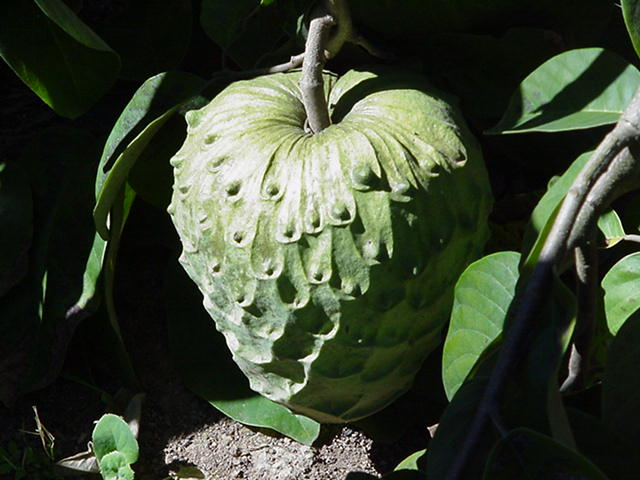
Vrucht van de Anona da Madeira (Annona cherimola Mill.)

De economie van Madeira draait grotendeels op het toerisme. Er is een aantal jaarlijkse evenementen om toeristen aan te trekken; hieronder vallen:
- Carnaval. Tijdens de grote optocht door de straten van Funchal lopen zeven of acht regionale troepen, met sambamuziek, veel gedans en veel kleurige kostuums.
- Het bloemenfestival. Ook tijdens dit evenement wordt een optocht gehouden, waarin allerlei bloemen en planten van Madeira worden verwerkt.
- Het Atlantische festival, elke zaterdag in juni. Aan dit festival doen verschillende landen mee, die hun vuurwerk voor Nieuwjaar laten zien. Madeira staat bekend om de grote vuurwerkspektakels die met Nieuwjaar worden georganiseerd.
- Het Annona-festival is traditioneel en vindt jaarlijks plaats in de parochie Faial. Dit evenement stimuleert de consumptie van anona (cherimoya-fruit) en zijn derivaten, zoals likeuren, pudding, ijs en smoothies.[1] Het eiland Madeira staat bekend om de kwaliteit van zijn cherimoya-fruit.[2]
- De Madeirawijn Rally, eind juli/begin augustus. Coureurs uit verschillende regio's en landen doen mee aan deze rally, die het grootste sportevenement van het eiland is.

Onder de attracties van de archipel vallen de typische huisjes in Santana (zie foto rechts) en de levada's, irrigatiekanalen waarlangs wandelroutes lopen, waarvan Madeira er zo'n 200 telt.